# Rio Haryanto
Rio Haryanto (Surakarta, 22 januari 1993) is een Indonesisch autocoureur. Hij was lid van het Marussia Young Driver Progamme.

## Carrière

### Formule 3
In 2009 reed Haryanto in de Formule BMW Pacific en het Australische Formule 3-kampioenschap. Hij behaalde elf overwinningen in de Formule BMW Pacific en werd kampioen met 70 punten verschil met de nummer twee, de Ier Gary Thompson.

### GP3
In 2010 nam Haryanto deel aan de GP3 Series voor het door Formule 1-team Virgin Racing-geassisteerde team Manor Motorsport, naast de Britten James Jakes en Adrian Quaife-Hobbs. Hier behaalde hij één overwinning, de sprintrace op het Turkse Istanbul Park. Mede hierdoor eindigde hij met 27 punten als vijfde in het kampioenschap.
In 2011 bleef Haryanto rijden voor Manor Motorsport, met Quaife-Hobbs en Matias Laine als teamgenoten. Hij behaalde twee overwinningen op de Nürburgring en de Hungaroring en werd mede hierdoor zevende in het kampioenschap met 31 punten. Ook reed Haryanto in de Auto GP voor DAMS met Sergej Afanasjev en Adrien Tambay als teamgenoten. Hij behaalde hier één overwinning op het Circuit Ricardo Tormo Valencia en eindigde als zevende in het kampioenschap met 82 punten.

### GP2
In 2012 stapte Haryanto over naar de GP2 Series voor het team Carlin, waar hij Max Chilton als teamgenoot kreeg. Zijn beste resultaat was een vijfde plaats op het Valencia Street Circuit. Ook behaalde hij een pole position op Spa-Francorchamps. Mede hierdoor eindigde hij als veertiende in het kampioenschap met 38 punten.
In 2013 stapte Haryanto over naar het Barwa Addax Team in de GP2 Series, waar hij Jake Rosenzweig als teamgenoot kreeg. Na een dramatisch seizoen voor het team, waarin hij desondanks op Silverstone met een tweede plaats achter Jon Lancaster zijn eerste GP2-podium behaalde, eindigde hij als negentiende in het kampioenschap met 22 punten.
In 2014 stapte Haryanto over naar het team Caterham Racing, waar hij Alexander Rossi als teamgenoot kreeg. Dit team kende ook een moeilijk seizoen, maar Haryanto eindigde in de tweede race op het Circuit de Monaco als derde achter Stéphane Richelmi en Sergio Canamasas. Mede hierdoor werd hij vijftiende in het kampioenschap met 28 punten.
In 2015 keerde Haryanto terug bij het Barwa Addax Team, dat inmiddels was overgenomen door Campos Racing. Hier kreeg hij Arthur Pic als teamgenoot. Het werd zijn meest succesvolle GP2-seizoen met overwinningen op het Bahrain International Circuit, de Red Bull Ring en op Silverstone. Met twee andere podiumplaatsen eindigde hij achter Stoffel Vandoorne, Alexander Rossi en Sergej Sirotkin als vierde in de eindstand met 138 punten.

### Formule 1
In 2010 testte Haryanto op het Yas Marina Circuit voor het eerst een Formule 1-auto als lid van het opleidingsprogramma van het Marussia Virgin F1 Team als prijs omdat hij de beste coureur uit het GP3-team van die constructeur was. In 2012 reden hij en GP2-teamgenoot Max Chilton in de Young Driver's Test op Silverstone, waarbij Haryanto zich kwalificeerde voor een superlicentie.
Op 18 februari 2016 werd bekend dat Haryanto in 2016 zijn debuut zou maken voor het Manor F1 Team in de Formule 1. Hij reed naast de eveneens debuterende Pascal Wehrlein. Hij was de eerste coureur uit Indonesië die in de Formule 1 uitkwam. Vanwege een gebrek aan sponsorgeld was echter lange tijd de vraag of hij het seizoen wel af zou kunnen maken. Tijdens de Grand Prix van Duitsland reed hij zijn laatste race voor het team, waarna hij werd vervangen door Esteban Ocon.

## Formule 1-carrière
| Jaar/jaren | Team  |
| ---------- | ----- |
| 2016       | Manor |

|                       | 2016 | Totaal |
| --------------------- | ---- | ------ |
| Aantal races          | 12   | 12     |
| Aantal zeges          | 0    | 0      |
| Aantal pole-positions | 0    | 0      |
| Aantal snelste ronden | 0    | 0      |
| Aantal podiumplaatsen | 0    | 0      |
| Aantal WK-punten      | 0    | 0      |
| Eindstand WK          | 24   |        |

### Totale Formule 1-resultaten
- Races cursief betekent snelste ronde

| Seizoen | Inschrijving     | Chassis     | Motor                         | 1       | 2      | 3      | 4       | 5      | 6      | 7      | 8      | 9      | 10      | 11     | 12     | 13  | 14  | 15  | 16  | 17  | 18  | 19  | 20  | 21  | Pos | Punten |
| ------- | ---------------- | ----------- | ----------------------------- | ------- | ------ | ------ | ------- | ------ | ------ | ------ | ------ | ------ | ------- | ------ | ------ | --- | --- | --- | --- | --- | --- | --- | --- | --- | --- | ------ |
| 2016    | Manor Racing MRT | Manor MRT05 | Mercedes PU106C Hybrid 1.6 V6 | AUS DNF | BHR 17 | CHN 21 | RUS DNF | SPA 17 | MON 15 | CAN 19 | EUR 18 | OOS 16 | GBR DNF | HON 21 | DUI 20 | BEL | ITA | SIN | MAL | JPN | VST | MEX | BRA | ABU | 24  | 0      |